# Aus Gold
Aus Gold ist ein Lied der deutschen Popsängerin Milù, in Kooperation mit dem deutschen Synthiepop-Musiker Peter Heppner und der US-amerikanischen Popsängerin Kim Sanders. Das Stück ist die erste Singleauskopplung aus ihrem Debütalbum No Future in Gold. Hierbei handelt es sich um eine Coverversion von Milùs Original Für mich bist du aus Gold.

## Entstehung und Artwork
Geschrieben wurde das Lied von Anke Hachfeld (Milù), Peter Heppner und Dirk Riegner. Die Abmischung, Aufnahme und Produktion erfolgten eigens durch Riegner. Die war auch mit Ausnahme des Cellos für die Instrumentierung zuständig, das Cello wurde von B. Deutung eingespielt. Das Mastering der Single erfolgte durch Turnstyle Mastering in Berlin, unter der Leitung von Thomas Heimann-Trosien. Die Aufnahmen wurden im Plainmusic-Studio (Cello-Aufnahmen), den Rockpoets Studios in Hamburg (Gesang) sowie den Super-Dirk-Studios in Berlin und Köln (Produktion) getätigt.
Auf dem schwarz-weiß gehaltenen Frontcover der Maxi-Single sind – neben Künstlernamen und Liedtitel – die Gesichter der Interpreten, vor dem Hintergrund eines Strandes, zu sehen. Das Artwork und die Fotografie des Coverbildes entstammen von Britta Hüning.

## Veröffentlichung und Promotion
Die Erstveröffentlichung von Auf Gold erfolgte am 6. Dezember 2004 in Deutschland, Österreich und der Schweiz. Neben der Radioversion von Aus Gold enthält die Maxi-Single das dazugehörige Musikvideo sowie die Lieder Du Mensch und Für mich bist du aus Gold als B-Seite. Die beiden letzteren genannten Stücke stammen eigens von Milù. Neben der regulären Maxi-Single folgte zeitgleich die Veröffentlichung einer 2-Track-Single, die lediglich die Titel Aus Gold und Du Mensch beinhalten. Die Singles wurde unter dem Musiklabel E-Wave Records veröffentlicht, durch Hanseatic und das Verlagshaus Effenbein verlegt und durch Warner/Chappell vertrieben.

## Hintergrund
Bei Aus Gold handelt es sich nicht um eine herkömmliche Singleauskopplung, sondern ein Musikprojekt, begleitet vom Deutschen Roten Kreuz. Die Zusammenarbeit aller Parteien erfolgte unter dem Motto Musik kann mehr. Gemeinsam wollte man mit dem Lied versuchen, auf das Leid von Kriegsopfern aufmerksam zu machen und bedürftigen Kindern in Afghanistan zu helfen. Teile des Erlöses aus dem Singleverkauf gingen als Spende an das Deutsche Rote Kreuz (DRK).
Die Idee zu diesem Stück stammte von Milù. Nach ihrem ersten Charterfolg mit Liebe ein Jahr zuvor (in Zusammenarbeit mit dem deutschen Musikprojekt Schiller) begab sie sich diesen auf eine Deutschland-Tournee. Während dieser Tour lernte sie Heppner und Sanders kennen, die sie von ihrem Lied (Für mich bist du aus Gold) und einer Zusammenarbeit überzeugen konnte. Der größte Teil des Liedes wurde bei der Coverversion Aus Gold beibehalten, lediglich die letzte Strophe wurde von Heppner neu getextet.
Heppner und Sanders arbeiteten später erneut zusammen. Geplant war das Heppner erstmals ein Lied für einen anderen Interpreten schreibt, in diesem Fall Sanders. Letztendlich nahmen die beiden das Lied Desserve to Be Alone zusammen für Heppners zweites Studioalbum My Heart of Stone auf.

## Inhalt
Der Liedtext zu Aus Gold ist in deutscher Sprache verfasst. Die Musik wurde von Milù und Riegner komponiert, der Text von Heppner (3. Strophe) und Milù geschrieben. Musikalisch bewegt sich das Lied im Bereich des Synthiepops. Das Tempo beträgt 130 Schläge pro Minute. Das Lied beginnt mit der ersten Strophe und dem ersten Refrain, die alleine von Milù gesungen werden. Die zweite Strophe singt Sanders, der darauffolgende Refrain wird von Milù und Sanders gesungen. Das gleiche Prinzip folgt in der dritten Strophe, diese wird von Heppner gesungen und der folgende Refrain wird von allen drei gemeinsam gesungen.

„Kein wunder ist grausamer als dies.
Denn ich weiß nicht wie du lachst,
ich weiß nicht wie du weinst, wie du riechst, wie du sprichst.
Für mich bist du aus Gold.
Für mich bist du aus Gold.“

Die drei Interpreten wollten mit dem Lied zum Ausdruck bringen, dass Musik nicht nur immer unterhaltsam sein muss, sondern sich auch mit sozialen und politischen Themen auseinandersetzen könne. Den drei Musikern ging es insbesondere darum, auf das Leid unschuldiger Kinder aufmerksam zu machen. Das Lied betrachtet den Tod eines Kindes im Krieg aus unterschiedlichen Blickwinkeln. Milù schildert die Situation aus der Sicht einer trauernden Mutter die ihr Kind verloren hat, Sanders ist die distanzierte Beobachterin und Heppner aus der Sicht eines Soldaten, der getötet hat. In einem Interview sagte Milù folgendes zu dem Inhalt des Liedes: „Die Welt können wir nicht verändern, aber die Grausamkeit des Krieges bewusst machen. Aus Gold ist unser unmissverständliches Statement gegen den Krieg und für die Achtung des Lebens.“

## Musikvideo
Das Musikvideo zu Aus Gold wurde an einem Strand gedreht. Zu sehen sind alle drei Musiker, die sich am Strand aufhalten, wandern und dabei das Lied singen. Zwischendurch sind immer wieder kurze schwarz-weiß Aufnahmen mit Kinderszenen zu sehen. Die Gesamtlänge des Videos beträgt 3:48 Minuten. Regie führte Alex Diezinger; produziert wurde das Video von den AVA Studios.

## Mitwirkende
| Liedproduktion - B. Deutung: Cello - Anke Hachfeld (Milù): Gesang, Komponist, Liedtexter - Thomas Heimann-Trosien: Mastering - Peter Heppner: Gesang, Liedtexter - Dirk Riegner: Abmischung, Instrumentalist, Komponist, Musikproduzent, Tonmeister - Kim Sanders: Gesang Artwork - Alex Diezinger: Regisseur (Musikvideo) - Britta Hüning: Artwork, Fotograf (Cover) - Andi Mährlein: Filmeditor (Musikvideo) | Unternehmen - AVA Studios: Filmproduzent (Musikvideo) - E-Wave Records: Musiklabel - Hanseatic: Verlag - Plainmusic-Studio: Tonstudio - Rockpoets Studios: Tonstudio - Super-Dirk-Studios: Tonstudio - Turnstyle Mastering: Mastering - Verlagshaus Effenbein: Verlag - Warner/Chappell: Vertrieb |

## Chartplatzierungen
Aus Gold erreichte in Deutschland Rang 73 der Singlecharts und konnte sich insgesamt fünf Wochen in den Charts platzieren. In Österreich und der Schweiz blieb ein Charteinstieg bis heute verwehrt.
Milù erreichte hiermit nach Liebe zum zweiten Mal die deutschen Singlecharts. Für Sanders ist dies der vierte Charterfolg in Deutschland. Für Heppner als Interpret ist dies bereits der sechste Charterfolg in Deutschland sowie der 13. Charterfolg als Liedtexter. In seiner Tätigkeit als Musikproduzent erreichte Riegner mit Aus Gold zum dritten Mal die Charts in Deutschland, als Komponist ist es sein erster Charterfolg.